# 여름잠
여름잠 또는 하면(夏眠, estivation)은 고온인 계절에 활동을 중지하는 일을 말한다.

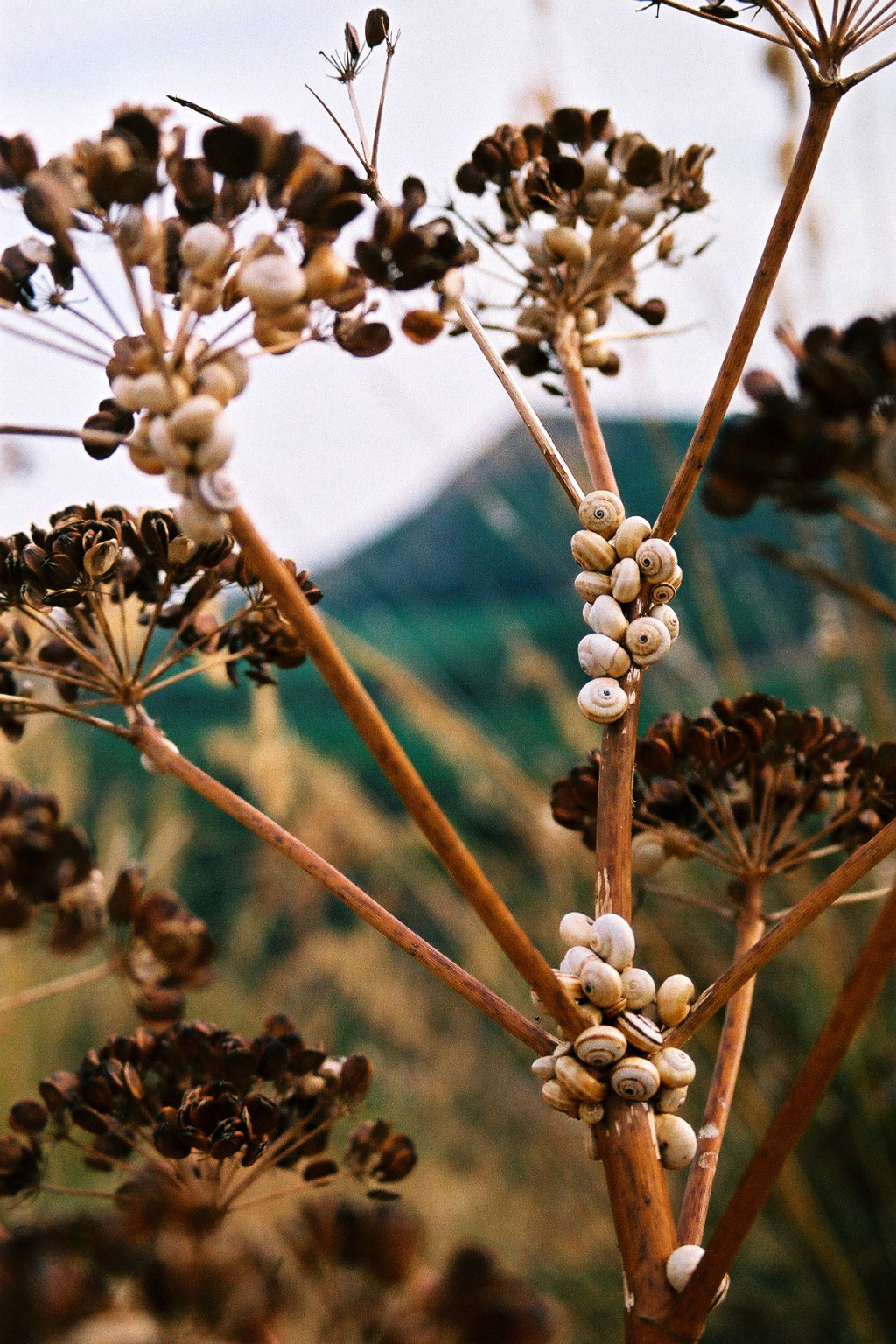
여름잠을 자는 달팽이

여름잠을 자는 동물은 열대나 아열대 지방에서 많이 볼 수 있는데, 이것은 우기와 건기에 적응한 형이다. 온대에도 여름잠을 자는 동물은 존재한다. 달팽이 등은 여름에 비가 오지 않을 때에는 껍데기의 뚜껑을 닫고 여름잠에 들어가며, 그 밖에 악어·거북·개구리·곤충 등에서도 여름잠의 예가 알려져 있다. 남반구에 있는 폐어류는 건조기에 살고 있는 장소의 물이 마르면 물 밑의 진흙 속으로 들어가 여름잠을 잔다. 여름잠을 자는 몇 개월 동안에는 부레로 공기 호흡을 하면서 살아간다. 사막에 사는 뜀쥐 등도 여름잠을 잔다. 무당벌레도 여름이 되면 여름잠을 자다가 가을에 활동하는데 그 이유는 알려져 있지 않다.

## 같이 보기
- 겨울잠